# Cyathura burbancki
Cyathura burbancki är en kräftdjursart som beskrevs av Dirk Frankenberg 1965. Cyathura burbancki ingår i släktet Cyathura och familjen Anthuridae. Inga underarter finns listade i Catalogue of Life.